# 팔레올로 국제공항
팔레오로 국제공항(영어: Faleolo International Airport)은 사모아 아피아에 위치한 공항이다.

## 운항 노선

### 국제선
| 항공사              | 목적지                   |
| ------------------- | ------------------------ |
| 에어 뉴질랜드       | 오클랜드                 |
| 피지 항공           | 호놀룰루, 나디           |
| 사모아 항공         | 오클랜드, 시드니         |
| 인터아이슬란드 항공 | 파고파고, 타우           |
| 사모아 에어         | 아사르, 마오타, 파고파고 |
| 폴리네시안 항공     | 마오타, 파고파고         |
| 버진 오스트레일리아 | 브리즈번, 시드니         |